# روند فان درينثي كأس العالم للسيدات 2021
روند فان درينثي كأس العالم للسيدات 2021 (بالهولندية: Ronde van Drenthe 2021)‏ هو سباق دراجات هوائية، وهو الموسم رقم 14 من روند فان درينثي كأس العالم، وأقيم في 23 أكتوبر 2021، وامتدّ لمسافة 159.1 كيلومتر، وهو أحد سباقات طواف العالم للدراجات للسيدات 2021، وهو من نوع  سباق يوم واحد، وشارك فيه  75 متسابقاً ووصل إلى نهايته  56 متسابقاً.
فاز فيه بالمركز الأول  لورينا ويبيس، وبالمركز الثاني  إيلينا سيتشيني، وبالمركز الثالث  Eleonora Gasparrini ‏.

## الفرق
| فرق سيدات عالمية (7)- ألي بي تي سي ليوبليانا 2021 ‏ - Liv AlUla Jayco ‏ - كانيون إس آر إيه إم راسينغ 2021 ‏ - فريق سنويب للسيدات 2021 ‏ - ليف ريسينغ 2021 ‏ - إس دي وركس 2021 ‏ - Lidl–Trek (women's team) ‏ فرق دراجات قارية سيدات (9)- Andy Schleck–CP NVST–Immo Losch ‏ - بنجوال شوفالمير 2021 ‏ - بيزكايا دورانجو 2021 ‏ - GT Krush Rebellease Pro Cycling ‏ - جامبو فيسما للسيدات 2021 ‏ - إن إكس تي جي ريسينغ 2021 ‏ - باركهوتل فالكنبورغ 2021 ‏ - EF Education–Tibco–SVB ‏ - فالكار سيلانس 2021 ‏ |  |
| |  |

## المشاركون
| يو أي أيه تيم ‏ ALE | يو أي أيه تيم ‏ ALE  | يو أي أيه تيم ‏ ALE |
| ------------------ | ------------------- | ------------------ |
| م                  | عداء                | مرتبة              |
| 1                  | Alessia Patuelli ‏   | لم يكمل السباق     |
| 2                  | Maaike Boogaard ‏    | 54                 |
| 3                  | يوجينة بوجاك (طريق) | 22                 |
| 5                  | Laura Tomasi ‏       | لم يكمل السباق     |

| إس دي وركس ‏ SDW | إس دي وركس ‏ SDW             | إس دي وركس ‏ SDW |
| --------------- | --------------------------- | --------------- |
| م               | عداء                        | مرتبة           |
| 11              | إيلينا سيتشيني              | 2               |
| 12              | Chantal van den Broek-Blaak | 21              |
| 13              | روكسان فورنييه              | 39              |
| 14              | كريستين ماجروس (طريق)       | 38              |
| 15              | ديمي فوليرينغ               | 26              |
| 16              | Lonneke Uneken ‏             | 19              |

| Lidl–Trek (women's team) ‏ TFS | Lidl–Trek (women's team) ‏ TFS | Lidl–Trek (women's team) ‏ TFS |
| ----------------------------- | ----------------------------- | ----------------------------- |
| م                             | عداء                          | مرتبة                         |
| 31                            | Lauretta Hanson ‏              | لم يكمل السباق                |
| 32                            | Audrey Cordon-Ragot           | 17                            |
| 34                            | كلو هوسكينغ                   | 29                            |
| 36                            | Ellen van Dijk                | لم يكمل السباق                |

| ليف ريسينغ ‏ LIV | ليف ريسينغ ‏ LIV  | ليف ريسينغ ‏ LIV |
| --------------- | ---------------- | --------------- |
| م               | عداء             | مرتبة           |
| 42              | أليسون جاكسون    | 11              |
| 43              | Marta Jaskulska ‏ | 35              |
| 44              | صوفيا بيرتيزولو  | 25              |
| 46              | Evy Kuijpers ‏    | 50              |

| كانيون–إس آر إيه إم ‏ CSR | كانيون–إس آر إيه إم ‏ CSR | كانيون–إس آر إيه إم ‏ CSR |
| ------------------------ | ------------------------ | ------------------------ |
| م                        | عداء                     | مرتبة                    |
| 61                       | Alice Barnes             | 20                       |
| 63                       | Neve Bradbury ‏           | لم يكمل السباق           |
| 64                       | إيلا هاريس               | 18                       |
| 65                       | Elise Chabbey ‏           | 4                        |
| 66                       | هانا لودفيغ              | 41                       |

| Liv AlUla Jayco ‏ BEX | Liv AlUla Jayco ‏ BEX | Liv AlUla Jayco ‏ BEX |
| -------------------- | -------------------- | -------------------- |
| م                    | عداء                 | مرتبة                |
| 71                   | جيسيكا ألين          | لم يكمل السباق       |
| 72                   | يانيكي إنسينغ        | 55                   |
| 73                   | Teniel Campbell ‏     | 53                   |
| 75                   | سارة روي (طريق)      | 13                   |
| 76                   | Moniek Tenniglo ‏     | لم يكمل السباق       |

| فريق سنويب للسيدات ‏ DSM | فريق سنويب للسيدات ‏ DSM | فريق سنويب للسيدات ‏ DSM |
| ----------------------- | ----------------------- | ----------------------- |
| م                       | عداء                    | مرتبة                   |
| 81                      | سوزان أندرسن            | 8                       |
| 82                      | فايفر جورجي (طريق)      | 6                       |
| 83                      | Megan Jastrab ‏          | 32                      |
| 84                      | فرانشيسكا كوش ‏          | 7                       |
| 85                      | فلورتجي ماكايج          | 5                       |
| 86                      | لورينا ويبيس            | 1                       |

| جامبو فيسما للسيدات ‏ TJV | جامبو فيسما للسيدات ‏ TJV | جامبو فيسما للسيدات ‏ TJV |
| ------------------------ | ------------------------ | ------------------------ |
| م                        | عداء                     | مرتبة                    |
| 91                       | رومي كاسبر               | 15                       |
| 92                       | أنوسكا كوستر             | 24                       |
| 94                       | Teuntje Beekhuis ‏        | 52                       |
| 95                       | Karlijn Swinkels ‏        | 23                       |

| فالكار سيلانس ‏ VAL | فالكار سيلانس ‏ VAL   | فالكار سيلانس ‏ VAL |
| ------------------ | -------------------- | ------------------ |
| م                  | عداء                 | مرتبة              |
| 101                | Silvia Magri ‏        | 43                 |
| 102                | Ilaria Sanguineti ‏   | 31                 |
| 103                | كيارا كونسوني        | 9                  |
| 104                | Eleonora Gasparrini ‏ | 3                  |
| 105                | Elizabeth Stannard ‏  | 49                 |
| 106                | Margaux Vigié ‏       | 33                 |

| EF Education–Tibco–SVB ‏ TIB | EF Education–Tibco–SVB ‏ TIB | EF Education–Tibco–SVB ‏ TIB |
| --------------------------- | --------------------------- | --------------------------- |
| م                           | عداء                        | مرتبة                       |
| 111                         | إيفا بورمان                 | لم يكمل السباق              |
| 113                         | Veronica Ewers ‏             | 27                          |
| 114                         | كريستين فولكنر              | لم يكمل السباق              |
| 115                         | نينا كيسلر                  | 10                          |
| 116                         | Nicole Frain ‏               | 47                          |

| باركهوتل فالكنبورغ ‏ PHV | باركهوتل فالكنبورغ ‏ PHV | باركهوتل فالكنبورغ ‏ PHV |
| ----------------------- | ----------------------- | ----------------------- |
| م                       | عداء                    | مرتبة                   |
| 121                     | Mischa Bredewold ‏       | 16                      |
| 122                     | Lieke Nooijen ‏          | لم يكمل السباق          |
| 123                     | كيرستي فان هافتن        | 30                      |
| 124                     | Femke Gerritse ‏         | 37                      |
| 125                     | فيمكا ماركوس            | 28                      |
| 126                     | Amber van der Hulst ‏    | 12                      |

| Andy Schleck–CP NVST–Immo Losch ‏ ASC | Andy Schleck–CP NVST–Immo Losch ‏ ASC | Andy Schleck–CP NVST–Immo Losch ‏ ASC |
| ------------------------------------ | ------------------------------------ | ------------------------------------ |
| م                                    | عداء                                 | مرتبة                                |
| 131                                  | Nina Berton ‏                         | لم يكمل السباق                       |
| 133                                  | Claire Faber ‏                        | لم يكمل السباق                       |
| 134                                  | Stella Nightingale‏                   | لم يكمل السباق                       |
| 135                                  | Bronwyn Macgregor‏                    | 46                                   |
| 136                                  | ساندرا فايس‏                          | 44                                   |

| إن إكس تي جي ريسينغ ‏ NXG | إن إكس تي جي ريسينغ ‏ NXG | إن إكس تي جي ريسينغ ‏ NXG |
| ------------------------ | ------------------------ | ------------------------ |
| م                        | عداء                     | مرتبة                    |
| 151                      | Cathalijne Hoolwerf ‏     | لم يكمل السباق           |
| 153                      | Britt Knaven ‏            | 36                       |
| 154                      | Ilse Pluimers ‏           | 45                       |
| 155                      | Charlotte Kool ‏          | 14                       |
| 156                      | Maud Rijnbeek ‏           | 42                       |

| GT Krush Rebellease Pro Cycling ‏ BPC | GT Krush Rebellease Pro Cycling ‏ BPC | GT Krush Rebellease Pro Cycling ‏ BPC |
| ------------------------------------ | ------------------------------------ | ------------------------------------ |
| م                                    | عداء                                 | مرتبة                                |
| 161                                  | Marissa Baks ‏                        | 51                                   |
| 162                                  | Daniek Hengeveld ‏                    | 48                                   |
| 163                                  | Melanie Klement ‏                     | لم يكمل السباق                       |
| 164                                  | Quinty Ton ‏                          | لم يكمل السباق                       |
| 166                                  | Nienke Wasmus ‏                       | 56                                   |

| بيزكايا دورانجو ‏ BDP | بيزكايا دورانجو ‏ BDP | بيزكايا دورانجو ‏ BDP |
| -------------------- | -------------------- | -------------------- |
| م                    | عداء                 | مرتبة                |
| 171                  | ساندرا ألونسو        | 34                   |
| 172                  | Daniela Campos ‏      | لم يكمل السباق       |
| 173                  | Marina Garau Roca ‏   | لم يكمل السباق       |
| 174                  | Ariana Gilabert ‏     | لم يكمل السباق       |
| 176                  | Aileen Schweikart ‏   | 40                   |

| يو أي أيه تيم ‏ ALE | يو أي أيه تيم ‏ ALE  | يو أي أيه تيم ‏ ALE |
| ------------------ | ------------------- | ------------------ |
| م                  | عداء                | مرتبة              |
| 1                  | Alessia Patuelli ‏   | لم يكمل السباق     |
| 2                  | Maaike Boogaard ‏    | 54                 |
| 3                  | يوجينة بوجاك (طريق) | 22                 |
| 5                  | Laura Tomasi ‏       | لم يكمل السباق     |

| إس دي وركس ‏ SDW | إس دي وركس ‏ SDW             | إس دي وركس ‏ SDW |
| --------------- | --------------------------- | --------------- |
| م               | عداء                        | مرتبة           |
| 11              | إيلينا سيتشيني              | 2               |
| 12              | Chantal van den Broek-Blaak | 21              |
| 13              | روكسان فورنييه              | 39              |
| 14              | كريستين ماجروس (طريق)       | 38              |
| 15              | ديمي فوليرينغ               | 26              |
| 16              | Lonneke Uneken ‏             | 19              |

| Lidl–Trek (women's team) ‏ TFS | Lidl–Trek (women's team) ‏ TFS | Lidl–Trek (women's team) ‏ TFS |
| ----------------------------- | ----------------------------- | ----------------------------- |
| م                             | عداء                          | مرتبة                         |
| 31                            | Lauretta Hanson ‏              | لم يكمل السباق                |
| 32                            | Audrey Cordon-Ragot           | 17                            |
| 34                            | كلو هوسكينغ                   | 29                            |
| 36                            | Ellen van Dijk                | لم يكمل السباق                |

| ليف ريسينغ ‏ LIV | ليف ريسينغ ‏ LIV  | ليف ريسينغ ‏ LIV |
| --------------- | ---------------- | --------------- |
| م               | عداء             | مرتبة           |
| 42              | أليسون جاكسون    | 11              |
| 43              | Marta Jaskulska ‏ | 35              |
| 44              | صوفيا بيرتيزولو  | 25              |
| 46              | Evy Kuijpers ‏    | 50              |

| كانيون–إس آر إيه إم ‏ CSR | كانيون–إس آر إيه إم ‏ CSR | كانيون–إس آر إيه إم ‏ CSR |
| ------------------------ | ------------------------ | ------------------------ |
| م                        | عداء                     | مرتبة                    |
| 61                       | Alice Barnes             | 20                       |
| 63                       | Neve Bradbury ‏           | لم يكمل السباق           |
| 64                       | إيلا هاريس               | 18                       |
| 65                       | Elise Chabbey ‏           | 4                        |
| 66                       | هانا لودفيغ              | 41                       |

| Liv AlUla Jayco ‏ BEX | Liv AlUla Jayco ‏ BEX | Liv AlUla Jayco ‏ BEX |
| -------------------- | -------------------- | -------------------- |
| م                    | عداء                 | مرتبة                |
| 71                   | جيسيكا ألين          | لم يكمل السباق       |
| 72                   | يانيكي إنسينغ        | 55                   |
| 73                   | Teniel Campbell ‏     | 53                   |
| 75                   | سارة روي (طريق)      | 13                   |
| 76                   | Moniek Tenniglo ‏     | لم يكمل السباق       |

| فريق سنويب للسيدات ‏ DSM | فريق سنويب للسيدات ‏ DSM | فريق سنويب للسيدات ‏ DSM |
| ----------------------- | ----------------------- | ----------------------- |
| م                       | عداء                    | مرتبة                   |
| 81                      | سوزان أندرسن            | 8                       |
| 82                      | فايفر جورجي (طريق)      | 6                       |
| 83                      | Megan Jastrab ‏          | 32                      |
| 84                      | فرانشيسكا كوش ‏          | 7                       |
| 85                      | فلورتجي ماكايج          | 5                       |
| 86                      | لورينا ويبيس            | 1                       |

| جامبو فيسما للسيدات ‏ TJV | جامبو فيسما للسيدات ‏ TJV | جامبو فيسما للسيدات ‏ TJV |
| ------------------------ | ------------------------ | ------------------------ |
| م                        | عداء                     | مرتبة                    |
| 91                       | رومي كاسبر               | 15                       |
| 92                       | أنوسكا كوستر             | 24                       |
| 94                       | Teuntje Beekhuis ‏        | 52                       |
| 95                       | Karlijn Swinkels ‏        | 23                       |

| فالكار سيلانس ‏ VAL | فالكار سيلانس ‏ VAL   | فالكار سيلانس ‏ VAL |
| ------------------ | -------------------- | ------------------ |
| م                  | عداء                 | مرتبة              |
| 101                | Silvia Magri ‏        | 43                 |
| 102                | Ilaria Sanguineti ‏   | 31                 |
| 103                | كيارا كونسوني        | 9                  |
| 104                | Eleonora Gasparrini ‏ | 3                  |
| 105                | Elizabeth Stannard ‏  | 49                 |
| 106                | Margaux Vigié ‏       | 33                 |

| EF Education–Tibco–SVB ‏ TIB | EF Education–Tibco–SVB ‏ TIB | EF Education–Tibco–SVB ‏ TIB |
| --------------------------- | --------------------------- | --------------------------- |
| م                           | عداء                        | مرتبة                       |
| 111                         | إيفا بورمان                 | لم يكمل السباق              |
| 113                         | Veronica Ewers ‏             | 27                          |
| 114                         | كريستين فولكنر              | لم يكمل السباق              |
| 115                         | نينا كيسلر                  | 10                          |
| 116                         | Nicole Frain ‏               | 47                          |

| باركهوتل فالكنبورغ ‏ PHV | باركهوتل فالكنبورغ ‏ PHV | باركهوتل فالكنبورغ ‏ PHV |
| ----------------------- | ----------------------- | ----------------------- |
| م                       | عداء                    | مرتبة                   |
| 121                     | Mischa Bredewold ‏       | 16                      |
| 122                     | Lieke Nooijen ‏          | لم يكمل السباق          |
| 123                     | كيرستي فان هافتن        | 30                      |
| 124                     | Femke Gerritse ‏         | 37                      |
| 125                     | فيمكا ماركوس            | 28                      |
| 126                     | Amber van der Hulst ‏    | 12                      |

| Andy Schleck–CP NVST–Immo Losch ‏ ASC | Andy Schleck–CP NVST–Immo Losch ‏ ASC | Andy Schleck–CP NVST–Immo Losch ‏ ASC |
| ------------------------------------ | ------------------------------------ | ------------------------------------ |
| م                                    | عداء                                 | مرتبة                                |
| 131                                  | Nina Berton ‏                         | لم يكمل السباق                       |
| 133                                  | Claire Faber ‏                        | لم يكمل السباق                       |
| 134                                  | Stella Nightingale‏                   | لم يكمل السباق                       |
| 135                                  | Bronwyn Macgregor‏                    | 46                                   |
| 136                                  | ساندرا فايس‏                          | 44                                   |

| إن إكس تي جي ريسينغ ‏ NXG | إن إكس تي جي ريسينغ ‏ NXG | إن إكس تي جي ريسينغ ‏ NXG |
| ------------------------ | ------------------------ | ------------------------ |
| م                        | عداء                     | مرتبة                    |
| 151                      | Cathalijne Hoolwerf ‏     | لم يكمل السباق           |
| 153                      | Britt Knaven ‏            | 36                       |
| 154                      | Ilse Pluimers ‏           | 45                       |
| 155                      | Charlotte Kool ‏          | 14                       |
| 156                      | Maud Rijnbeek ‏           | 42                       |

| GT Krush Rebellease Pro Cycling ‏ BPC | GT Krush Rebellease Pro Cycling ‏ BPC | GT Krush Rebellease Pro Cycling ‏ BPC |
| ------------------------------------ | ------------------------------------ | ------------------------------------ |
| م                                    | عداء                                 | مرتبة                                |
| 161                                  | Marissa Baks ‏                        | 51                                   |
| 162                                  | Daniek Hengeveld ‏                    | 48                                   |
| 163                                  | Melanie Klement ‏                     | لم يكمل السباق                       |
| 164                                  | Quinty Ton ‏                          | لم يكمل السباق                       |
| 166                                  | Nienke Wasmus ‏                       | 56                                   |

| بيزكايا دورانجو ‏ BDP | بيزكايا دورانجو ‏ BDP | بيزكايا دورانجو ‏ BDP |
| -------------------- | -------------------- | -------------------- |
| م                    | عداء                 | مرتبة                |
| 171                  | ساندرا ألونسو        | 34                   |
| 172                  | Daniela Campos ‏      | لم يكمل السباق       |
| 173                  | Marina Garau Roca ‏   | لم يكمل السباق       |
| 174                  | Ariana Gilabert ‏     | لم يكمل السباق       |
| 176                  | Aileen Schweikart ‏   | 40                   |

## التصنيف العام النهائي
| \| التصنيف العام \| التصنيف العام \| التصنيف العام \| التصنيف العام \| التصنيف العام \| \| المتسابقة \| المتسابقة \| الفريق \| الوقت \| \| \| ------------- \| -------------------------------- \| ----------------------------------- \| ------------- \| ------------- \| \| 1 \| لورينا ويبيس \| فريق سنويب للسيدات [الإنجليزية]‏ \| 4 س 07 د 34 ث \| \| \| 2 \| إيلينا سيتشيني \| إس دي وركس [الإنجليزية]‏ \| + 0 ث \| \| \| 3 \| Eleonora Gasparrini [الإنجليزية]‏ \| فالكار سيلانس [الإنجليزية]‏ \| + 0 ث \| \| \| 4 \| Elise Chabbey [الإنجليزية]‏ \| كانيون–إس آر إيه إم [الإنجليزية]‏ \| + 0 ث \| \| \| 5 \| فلورتجي ماكايج \| فريق سنويب للسيدات [الإنجليزية]‏ \| + 0 ث \| \| \| 6 \| فايفر جورجي \| فريق سنويب للسيدات [الإنجليزية]‏ \| + 0 ث \| \| \| 7 \| فرانشيسكا كوش [الإنجليزية]‏ \| فريق سنويب للسيدات [الإنجليزية]‏ \| + 6 ث \| \| \| 8 \| سوزان أندرسن \| فريق سنويب للسيدات [الإنجليزية]‏ \| + 1 د 15 ث \| \| \| 9 \| كيارا كونسوني \| فالكار سيلانس [الإنجليزية]‏ \| + 1 د 15 ث \| \| \| 10 \| نينا كيسلر \| EF Education–Tibco–SVB [الإنجليزية]‏ \| + 1 د 15 ث \| \| |                      |                         |               |  |
| |                      |                         |               |  |
| مصادر: ProCyclingStats Cycling Quotient |                      |                         |               |  |
| التصنيف العام |                      |                         |               |  |
| المتسابقة | المتسابقة            | الفريق                  | الوقت         |  |
| 1 | لورينا ويبيس         | فريق سنويب للسيدات ‏     | 4 س 07 د 34 ث |  |
| 2 | إيلينا سيتشيني       | إس دي وركس ‏             | + 0 ث         |  |
| 3 | Eleonora Gasparrini ‏ | فالكار سيلانس ‏          | + 0 ث         |  |
| 4 | Elise Chabbey ‏       | كانيون–إس آر إيه إم ‏    | + 0 ث         |  |
| 5 | فلورتجي ماكايج       | فريق سنويب للسيدات ‏     | + 0 ث         |  |
| 6 | فايفر جورجي          | فريق سنويب للسيدات ‏     | + 0 ث         |  |
| 7 | فرانشيسكا كوش ‏       | فريق سنويب للسيدات ‏     | + 6 ث         |  |
| 8 | سوزان أندرسن         | فريق سنويب للسيدات ‏     | + 1 د 15 ث    |  |
| 9 | كيارا كونسوني        | فالكار سيلانس ‏          | + 1 د 15 ث    |  |
| 10 | نينا كيسلر           | EF Education–Tibco–SVB ‏ | + 1 د 15 ث    |  |

### تصنيف النقاط
| \| تصنيف النقاط \| تصنيف النقاط \| تصنيف النقاط \| تصنيف النقاط \| تصنيف النقاط \| \| المتسابقة \| المتسابقة \| الفريق \| النقاط \| \| \| ------------ \| --------------------------- \| ------------------------------------- \| ------------ \| ------------ \| \| 1 \| أنيميك فان فليوتن \| موفيستار للسيدات [الإنجليزية]‏ \| 3177 نقطة \| \| \| 2 \| ديمي فوليرينغ \| إس دي وركس [الإنجليزية]‏ \| 2563 نقطة \| \| \| 3 \| إليسا ونغو بورغيني \| Lidl–Trek (women's team) [الإنجليزية]‏ \| 2509 نقطة \| \| \| 4 \| ماريان فوس \| جامبو فيسما للسيدات [الإنجليزية]‏ \| 2477 نقطة \| \| \| 5 \| سيسيلي أوتوب لودفيغ \| FDJ–Suez [الإنجليزية]‏ \| 1692 نقطة \| \| \| 6 \| أنا فان دير بريغين \| إس دي وركس [الإنجليزية]‏ \| 1640 نقطة \| \| \| 7 \| كاتارزينا نيفيادوما \| كانيون–إس آر إيه إم [الإنجليزية]‏ \| 1463 نقطة \| \| \| 8 \| مارلين رويسر \| يو أي أيه تيم [الإنجليزية]‏ \| 1275 نقطة \| \| \| 9 \| Chantal van den Broek-Blaak \| إس دي وركس [الإنجليزية]‏ \| 1091 نقطة \| \| \| 10 \| غريس براون \| Liv AlUla Jayco [الإنجليزية]‏ \| 1066 نقطة \| \| |                             |                           |           |  |
| |                             |                           |           |  |
| مصادر: ProCyclingStats Cycling Quotient |                             |                           |           |  |
| تصنيف النقاط |                             |                           |           |  |
| المتسابقة | المتسابقة                   | الفريق                    | النقاط    |  |
| 1 | أنيميك فان فليوتن           | موفيستار للسيدات ‏         | 3177 نقطة |  |
| 2 | ديمي فوليرينغ               | إس دي وركس ‏               | 2563 نقطة |  |
| 3 | إليسا ونغو بورغيني          | Lidl–Trek (women's team) ‏ | 2509 نقطة |  |
| 4 | ماريان فوس                  | جامبو فيسما للسيدات ‏      | 2477 نقطة |  |
| 5 | سيسيلي أوتوب لودفيغ         | FDJ–Suez ‏                 | 1692 نقطة |  |
| 6 | أنا فان دير بريغين          | إس دي وركس ‏               | 1640 نقطة |  |
| 7 | كاتارزينا نيفيادوما         | كانيون–إس آر إيه إم ‏      | 1463 نقطة |  |
| 8 | مارلين رويسر                | يو أي أيه تيم ‏            | 1275 نقطة |  |
| 9 | Chantal van den Broek-Blaak | إس دي وركس ‏               | 1091 نقطة |  |
| 10 | غريس براون                  | Liv AlUla Jayco ‏          | 1066 نقطة |  |

### تصنيف أفضل شاب
| \| تصنيف أفضل شابة \| تصنيف أفضل شابة \| تصنيف أفضل شابة \| تصنيف أفضل شابة \| تصنيف أفضل شابة \| \| المتسابقة \| المتسابقة \| الفريق \| الوقت \| \| \| --------------- \| ------------------------------- \| --------------------------------------------- \| --------------- \| --------------- \| \| 1 \| Niamh Fisher-Black [الإنجليزية]‏ \| إس دي وركس [الإنجليزية]‏ \| \| \| \| 2 \| Évita Muzic [الإنجليزية]‏ \| FDJ–Suez [الإنجليزية]‏ \| \| \| \| 3 \| Maria Novolodskaya [الإنجليزية]‏ \| أيه آر مونكس برو سيكلينج للسيدات [الإنجليزية]‏ \| \| \| \| 4 \| فايفر جورجي \| فريق سنويب للسيدات [الإنجليزية]‏ \| \| \| \| 5 \| لورينا ويبيس \| فريق سنويب للسيدات [الإنجليزية]‏ \| \| \| \| 6 \| Anna Shackley [الإنجليزية]‏ \| إس دي وركس [الإنجليزية]‏ \| \| \| \| 7 \| فرانشيسكا كوش [الإنجليزية]‏ \| فريق سنويب للسيدات [الإنجليزية]‏ \| \| \| \| 8 \| Clara Copponi [الإنجليزية]‏ \| FDJ–Suez [الإنجليزية]‏ \| \| \| \| 9 \| Blanka Vas [الإنجليزية]‏ \| إس دي وركس [الإنجليزية]‏ \| \| \| \| 10 \| Sarah Gigante [الإنجليزية]‏ \| EF Education–Tibco–SVB [الإنجليزية]‏ \| \| \| |                     |                                   |       |  |
| |                     |                                   |       |  |
| مصادر: ProCyclingStats Cycling Quotient |                     |                                   |       |  |
| تصنيف أفضل شابة |                     |                                   |       |  |
| المتسابقة | المتسابقة           | الفريق                            | الوقت |  |
| 1 | Niamh Fisher-Black ‏ | إس دي وركس ‏                       |       |  |
| 2 | Évita Muzic ‏        | FDJ–Suez ‏                         |       |  |
| 3 | Maria Novolodskaya ‏ | أيه آر مونكس برو سيكلينج للسيدات ‏ |       |  |
| 4 | فايفر جورجي         | فريق سنويب للسيدات ‏               |       |  |
| 5 | لورينا ويبيس        | فريق سنويب للسيدات ‏               |       |  |
| 6 | Anna Shackley ‏      | إس دي وركس ‏                       |       |  |
| 7 | فرانشيسكا كوش ‏      | فريق سنويب للسيدات ‏               |       |  |
| 8 | Clara Copponi ‏      | FDJ–Suez ‏                         |       |  |
| 9 | Blanka Vas ‏         | إس دي وركس ‏                       |       |  |
| 10 | Sarah Gigante ‏      | EF Education–Tibco–SVB ‏           |       |  |

## تصنيف الفرق

### الفرق حسب النقاط
| \| ترتيب الفرق حسب النقاط \| ترتيب الفرق حسب النقاط \| ترتيب الفرق حسب النقاط \| ترتيب الفرق حسب النقاط \| \| الفريق \| الفريق \| النقاط \| \| \| ---------------------- \| -------------------------------------------- \| ---------------------- \| ---------------------- \| \| 1 \| إس دي وركس 2021 [الإنجليزية]‏ \| 8572 نقطة \| \| \| 2 \| Lidl–Trek (women's team) [الإنجليزية]‏ \| 5263 نقطة \| \| \| 3 \| موفيستار للسيدات 2021 [الإنجليزية]‏ \| 5043 نقطة \| \| \| 4 \| FDJ–Suez [الإنجليزية]‏ \| 3957 نقطة \| \| \| 5 \| فريق سنويب للسيدات 2021 [الإنجليزية]‏ \| 3684 نقطة \| \| \| 6 \| كانيون إس آر إيه إم راسينغ 2021 [الإنجليزية]‏ \| 3388 نقطة \| \| \| 7 \| ألي بي تي سي ليوبليانا 2021 [الإنجليزية]‏ \| 3364 نقطة \| \| \| 8 \| جامبو فيسما للسيدات 2021 [الإنجليزية]‏ \| 3319 نقطة \| \| \| 9 \| ليف ريسينغ 2021 [الإنجليزية]‏ \| 3226 نقطة \| \| \| 10 \| Liv AlUla Jayco [الإنجليزية]‏ \| 2267 نقطة \| \| |                                  |           |  |
| |                                  |           |  |
| مصادر: ProCyclingStats Cycling Quotient |                                  |           |  |
| ترتيب الفرق حسب النقاط |                                  |           |  |
| الفريق | الفريق                           | النقاط    |  |
| 1 | إس دي وركس 2021 ‏                 | 8572 نقطة |  |
| 2 | Lidl–Trek (women's team) ‏        | 5263 نقطة |  |
| 3 | موفيستار للسيدات 2021 ‏           | 5043 نقطة |  |
| 4 | FDJ–Suez ‏                        | 3957 نقطة |  |
| 5 | فريق سنويب للسيدات 2021 ‏         | 3684 نقطة |  |
| 6 | كانيون إس آر إيه إم راسينغ 2021 ‏ | 3388 نقطة |  |
| 7 | ألي بي تي سي ليوبليانا 2021 ‏     | 3364 نقطة |  |
| 8 | جامبو فيسما للسيدات 2021 ‏        | 3319 نقطة |  |
| 9 | ليف ريسينغ 2021 ‏                 | 3226 نقطة |  |
| 10 | Liv AlUla Jayco ‏                 | 2267 نقطة |  |

## وصلات خارجية
- الموقع الرسمي
- لمحة عن سباق روند فان درينثي كأس العالم للسيدات 2021 على موقع  ProCyclingStats   (برو  سايكلنج  ستاتس) - إحصاءات  محترفي  الدراجات.
- روند فان درينثي كأس العالم للسيدات 2021 على موقع إحصائيات الدراجات الإحترافية (الإنجليزية)